# Jacques Ier (prince de Monaco)
Pour les articles homonymes, voir Jacques Ier et Jacques de Goyon de Matignon.
Jacques Goyon de Matignon, comte de Torigni, né le 21 novembre 1689 à Torigni et mort le 23 avril 1751 à Paris, est prince souverain de Monaco sous le nom de Jacques Ier du 29 décembre 1731 au 7 novembre 1733.
Jacques IV Goyon de Matignon est le fils de Jacques III (1644-1725), comte de Torigni, et de Charlotte Goyon de Matignon (1657-1721). En 1731, au décès de son épouse Louise-Hippolyte de Monaco, princesse de Monaco, il devient prince souverain de Monaco. En raison de son mariage, il était déjà en France duc de Valentinois et pair de France. Les terres d'Hautot-sur-Mer, qu'il possédait, ont donc été un temps, à la suite de son mariage, propriété du souverain monégasque.

## Un prince normand à la cour de Monaco
Devenu veuf, Jacques gouverne la principauté avec le chevalier Grimaldi, pendant les deux années nécessaires à son fils, Honoré III, pour atteindre la majorité. Il vit à la cour de Versailles et dans son hôtel particulier à Paris, l'hôtel de Matignon. Veuf, un projet de remariage avec Mademoiselle du Maine, cousine du roi, ne se concrétise pas.

## Titulature
- avant 1715 : comte de Torigni ;
- 1715-1725 : duc de Valentinois et pair de France[2], comte de Torigni ;
- 1725-1731 : duc de Valentinois et pair de France, comte de Torigni, sire de Matignon, baron de Saint-Lô, baron de La Luthumière, baron de Hambye et duc d'Estouteville ; gouverneur des îles Chausey ;
- 1731-1733 : prince de Monaco, duc de Valentinois et pair de France, comte de Torigni, etc. ;
- 1733-1751 : prince Jacques de Monaco, duc de Valentinois et pair de France, comte de Torigni, etc.

## Armoiries
| Blason | Blasonnement : Fuselé d'argent et de gueules. |

## Enfants
| Nom                                                                      | Naissance | Décès |
| ------------------------------------------------------------------------ | --------- | ----- |
| 1. Antoine-Charles, marquis des Baux                                     | 1717      | 1718  |
| 2. Charlotte Thérèse Nathalie, nonne au couvent de la Visitation à Paris | 1719      | 1790  |
| 3. Honoré, marquis des Baux (Honoré III)                                 | 1720      | 1795  |
| 4. Charles, comte de Carladès                                            | 1722      | 1749  |
| 5. Jacques                                                               | 1723      | 1723  |
| 6. Louise Françoise, Mademoiselle des Baux                               | 1724      | 1729  |
| 7. François-Charles, comte de Torigni                                    | 1726      | 1743  |
| 8. Charles-Maurice, comte de Valentinois                                 | 1727      | 1798  |
| 9. Marie Françoise Thérèse, Mademoiselle d'Estouteville                  | 1728      | 1743  |